# Pirámide de Merenra I

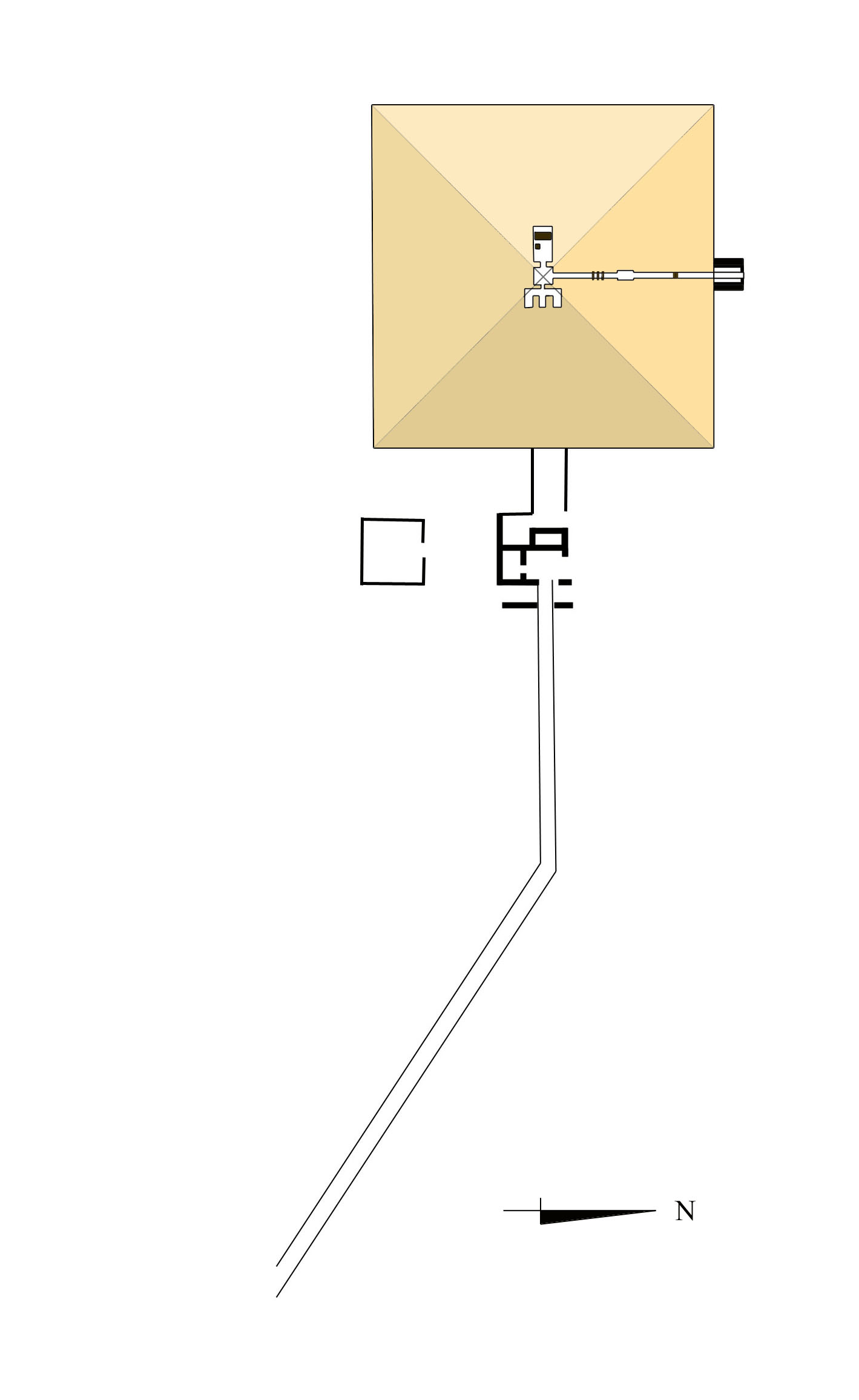
Diagrama de la pirámide.

La pirámide funeraria del faraón Merenra I fue construida durante la dinastía VI de Egipto en Saqqara, a cuatrocientos cincuenta metros al sudoeste de la pirámide de Pepi I y una distancia similar de la pirámide de Dyedkara-Isesi. Su nombre antiguo era La belleza de Merenra resplandece o tal vez La perfección de Merenra aparece. En la actualidad, la pirámide está reducida casi completamente a ruinas; es difícil acceder a ella y no está abierta al público.

## Construcción
Al momento de su construcción, la pirámide tenía 52,5 metros de alto, 78,75 metros de longitud de base y una inclinación de 53°07'48". La calzada tiene 250 metros de largo y el complejo estaba rodeado por un muro de ladrillos de barro y arcilla.
Se han encontrado pocos restos del templo funerario y las evidencias indican que la construcción se detuvo de manera abrupta en algún momento y jamás se reinició, probablemente debido a la muerte del faraón.
La entrada a las cámaras funerarias se encuentra en la cara norte y desciende hacia un vestíbulo, donde otro pasillo lleva a la antecámara. Hacia la derecha de la antecámara se encuentra la cámara propiamente dicha; hacia la izquierda hay otra habitación pequeña, un Serdab. En la cámara funeraria se erige contra la pared un sarcófago decorado con relieves policromados; cuando fue encontrado, estaba en buenas condiciones, pero desde entonces ha sido saqueado. El techo de la cámara estaba decorado con una temática astrológica: pintado de negro cuajado de estrellas blancas.

## Excavaciones
El primer egiptólogo que examinó la pirámide fue el británico John Perring, en la década de 1830. Años más tarde, en la década de 1880, Gaston Maspero exploró las cámaras subterráneas en su búsqueda de unos textos piramidales (inscripciones en las paredes de la cámara mortuoria que describían el viaje al Más Allá del faraón); su expedición descubrió una momia dentro de la pirámide, que se creyó que sería de algún entierro posterior. Sin embargo, algunos historiadores modernos creen que podría haberse tratado de la momia de Merenra, lo que la convertiría en la momia real completa más antigua conocida. A finales del siglo XX, un equipo francés liderado por Jean Leclant investigó el sitio.